# Schässburger Zeitung
Die Schässburger Zeitung war eine deutschsprachige Wochenzeitung, die von 1901 bis 1918 in Schäßburg (rum. Sighișoara, ung. Segesvár) in der Habsburgermonarchie im Königreich Ungarn erschienen ist. Sie ist der Nachfolger des ebenfalls wöchentlich erscheinenden Schässburger Anzeigers. Die Zeitung veröffentlichte amtliche Verlautbarungen, Lokal- und Tagesnachrichten und Inserate und bot ihren Lesern auch ein Feuilleton. Mit Ende des Ersten Weltkriegs und dem Zusammenbruch der Habsburgermonarchie wurde die Schässburger Zeitung aus wirtschaftlichen Gründen mit dem Groß-Kokler Boten vereinigt.

## Chefredakteure
- Gustav Bresler
- P. Philippi (ab 3. Juni 1911)
- Gustav Bresler (ab 30. Juni 1911)
- Hans Leicht (ab 2. Nov. 1912)
- Gustav Bresler (ab 17. Sept. 1913)
- Albert Fritz (ab 24. Dez. 1913)